# Rezerwat przyrody Perkuć
Rezerwat przyrody Perkuć – rezerwat przyrody położony na terenie gminy Płaska w powiecie augustowskim w województwie podlaskim.

## Charakterystyka
Rezerwat powołano Zarządzeniem Ministra Leśnictwa i Przemysłu Drzewnego z dnia 15 lipca 1970. Według aktu powołującego powierzchnia rezerwatu wynosiła 64,45 ha. W 1985 powierzchnia rezerwatu została powiększona do 209,82 ha. Według pomiarów nadleśnictwa z lat 2005–2014 powierzchnia ewidencyjna wynosi 208,44 ha i wymaga skorygowania w zarządzeniach.
W aktach prawnych nie określono rodzaju, typu i podtypu rezerwatu. W materiałach Nadleśnictwa Płaska określany jest jako rezerwat leśny, zaś typ jego ekosystemu jako leśny i borowy.
Celem ochrony w rezerwacie według aktu powołującego było zachowanie ze względów naukowych i dydaktycznych boru sosnowo-świerkowego typowego dla Puszczy Augustowskiej, o charakterze pierwotnym. Zarządzenie z 1985 określiło cel ochrony jako zachowanie naturalnych zbiorowisk roślinnych związanych z zanikającym zbiornikiem wodnym. Program ochrony przyrody nadleśnictwa Płaska uszczegóławia cel ochrony jako zachowanie naturalnych, dobrze wykształconych zbiorowisk borów mieszanych sosnowo-świerkowych, zbiorowisk bagiennych okalających zarastające jezioro Kruglak, ekosystemu wodnego jeziora, jak również całości procesów ekologicznych rezerwatu.
Rezerwat leży na obszarze Nadleśnictwa Płaska w obrębie Płaska w leśnictwie Mały Borek (oddziały 98, 99, 115, 116, 132, 133a-h, 150, 151a-h, 152a-f, 168a-f, 169a-h, 170a,b, 171a). Długość granic rezerwatu wynosi około 8,8 km, z czego około 3,7 km to granica z lasami gospodarczymi, 3,9 km
z wodami Kanału Augustowskiego i jeziorem Mikaszewo, a 1,2 km z drogą powiatową nr 1209B.

## Flora i fauna
Teren rezerwatu ma bogate ukształtowanie, dzięki czemu występuje w nim duża różnorodność zbiorowisk roślinnych charakterystycznych dla Puszczy
Augustowskiej.
W północnej i południowo-zachodniej części rezerwatu położone są wyniesienia morenowe, okalające zatorfione obniżenie z jeziorem Kruglak. Porasta je sosnowo-świerkowy bór mieszany z dość ubogim runem, ale dobrze rozwiniętą warstwą mchów. Dużą część jeziora zajmują zbiorowiska roślinności wodnej otoczone pierścieniem szuwaru.
W północno-wschodniej części rezerwatu, u podnóża wyniesienia morenowego, występują niewielkie obszary grądu i olsu.
Środkową i wschodnią część obniżenia w rezerwacie zajmują zbiorowiska torfowiskowe z brzozowo-świerkowym borem torfowcowym, na który składa się brzoza omszona i świerk pospolity z niewielką domieszką olszy czarnej i sosny. Dość duże powierzchnie zajmuje tu też bór świerkowy torfowcowy z dobrze rozwiniętą warstwą mchów (głównie torfowców) oraz zespoły turzyc.
Przeciętny wiek drzew w rezerwacie według danych z 2015 wynosił 117 lat, udział siedlisk borowych 52,5%, zaś gatunków iglastych – 72,3%.
Wybrane rośliny i grzyby na terenie rezerwatu objęte ochroną gatunkową:
- ochrona całkowita: aldrowanda pęcherzykowata, kruszczyk błotny, storczyk męski, tajęża jednostronna, turzyca życicowa[7]
- ochrona częściowa: bagno zwyczajne, gnidosz błotny, torfowiec Girgensohna, torfowiec magellański, torfowiec ostrolistny, torfowiec błotny, torfowiec kończysty, torfowiec czerwonawy, widłak jałowcowaty, widłak wroniec, wawrzynek wilczełyko, bobrek trójlistkowy, grzybienie białe, smardz jadalny, szyszkowiec łuskowaty, chrobotek leśny[9]

Badania z 1985 wykazały obecność na terenie rezerwatu przynajmniej ośmiu gatunków mrówek, zakładających gniazda w zmurszałych pniakach, w ziemi pod kamieniami oraz przy pniach świerków. Najliczniej występowała hurtnica pospolita, mniej licznie wścieklica uszatka, gmachówka cieśla i Myrmica laevinodis, zaś sporadycznie wścieklica Schencka, podziemnica cieniolubna, kartonówka zwyczajna i Camponotus vagus.

## Ochrona i zagrożenia
Obszar rezerwatu objęty jest ochroną czynną. Nadzór nad rezerwatem sprawuje Regionalny Dyrektor Ochrony Środowiska w Białymstoku. Rezerwat leży też na terenie obszaru specjalnej ochrony ptaków „Puszcza Augustowska” (PLB200002) w sieci Natura 2000.
Od 2008 obowiązuje dla rezerwatu plan ochrony przyrody. Plan ten identyfikuje zagrożenia dla rezerwatu oraz sposoby ich eliminacji lub ograniczenia:
| Zagrożenia                                                                        | Działania ochronne |
| --------------------------------------------------------------------------------- | --- |
| zagrożenia ze strony szkodników owadzich                                          | monitoring stan sanitarnego lasu, inwentaryzacja posuszu, wykładanie pułapek feromonowych                                            |
| presja turystyczna                                                                | kontrola porządku i przestrzegania przepisów, ograniczanie dzikiego biwakowania, konserwacja ławek, zadaszeń i tablic informacyjnych |
| zmniejszanie powierzchni siedlisk owadów związanych z martwymi i starymi drzewami | pozostawienie martwych i zamierających drzew, nieniosących ryzyka zasiedlenia owadami zagrażającymi trwałości lasu                   |
| redukcja liczebności ptaków związanych ze starymi dziuplastymi drzewami           | zachowanie starodrzewi, zwłaszcza drzew dziuplastych                                                                                 |
| utrudniony dojazd pojazdów straży pożarnej i służby leśnej                        | oczyszczanie drogi, usuwanie przydrożnych uszkodzonych drzew                                                                         |
| rozprzestrzenianie się pasożytów wśród ptaków zasiedlających budki lęgowe         | czyszczenie budek lęgowych |

Drzewostany sosnowe starszych klas wieku są w większości przerzedzone i w znacznym stopniu porażone przez hubę. Naturalne odnawianie się sosny jest hamowane przez dynamicznie rozwijający się świerk, co utrudnia spełnienie głównego celu rezerwatu, czyli zachowania zbiorowisk boru świerkowo-sosnowego. Na drzewostany siedlisk wilgotnych i bagiennych położonych w środkowej części rezerwatu przy jeziorze Kruglak negatywny wpływ mają nagłe zmiany stosunków wodnych, zwłaszcza podtopienia, powodujące usychanie drzew i powstawanie płazowin.